# Museo dell'arte del vino

Il Museo dell'arte del vino di Staffolo (AN) è allestito in alcuni locali del centro storico; questo piccolo museo rende omaggio alla vocazione vitivinicola di questo territorio. 
Tra gli oggetti esposti spiccano un antico torchio, in rovere con basamento in pietra scolpito a mano nel 1695 ed altri strumenti come una rara tappatrice in legno del XIX secolo, un singolare imbottigliatore in vetro soffiato a mano, botti, tini e tinozze. Annessa al museo si trova l'enoteca, dove è possibile acquistare i migliori vini dei produttori staffolani. Al suo interno durante l'anno si tengono serate a tema sul vino e l'enogastronomia.